# 정수한 (1993년)
정수한(1993년 6월 30일 ~ )은 대한민국의 모델이자 배우이다.

## 드라마
- 2021년 : 웹드라마 《나너랑》
- 2021년 : 유튜브 《요로코롬 냠냠 2》
- 2022년 : KBS1 일일연속극 《내 눈에 콩깍지》- 김도식 역

## 광고
- 2019년 : 삼성화재
- 2021년 : 삼성전자 애니콜 갤럭시 노트10
- 2021년 : 신한금융그룹

## 영화
- 2019년 : 영화 《얼굴없는 보스》 - 1사 교도관 역
- 2022년 : 《스텔라》 - 한강남 역